# L'Intruse (film, 1956)
Pour les articles homonymes, voir L'Intruse et L'intrusa.

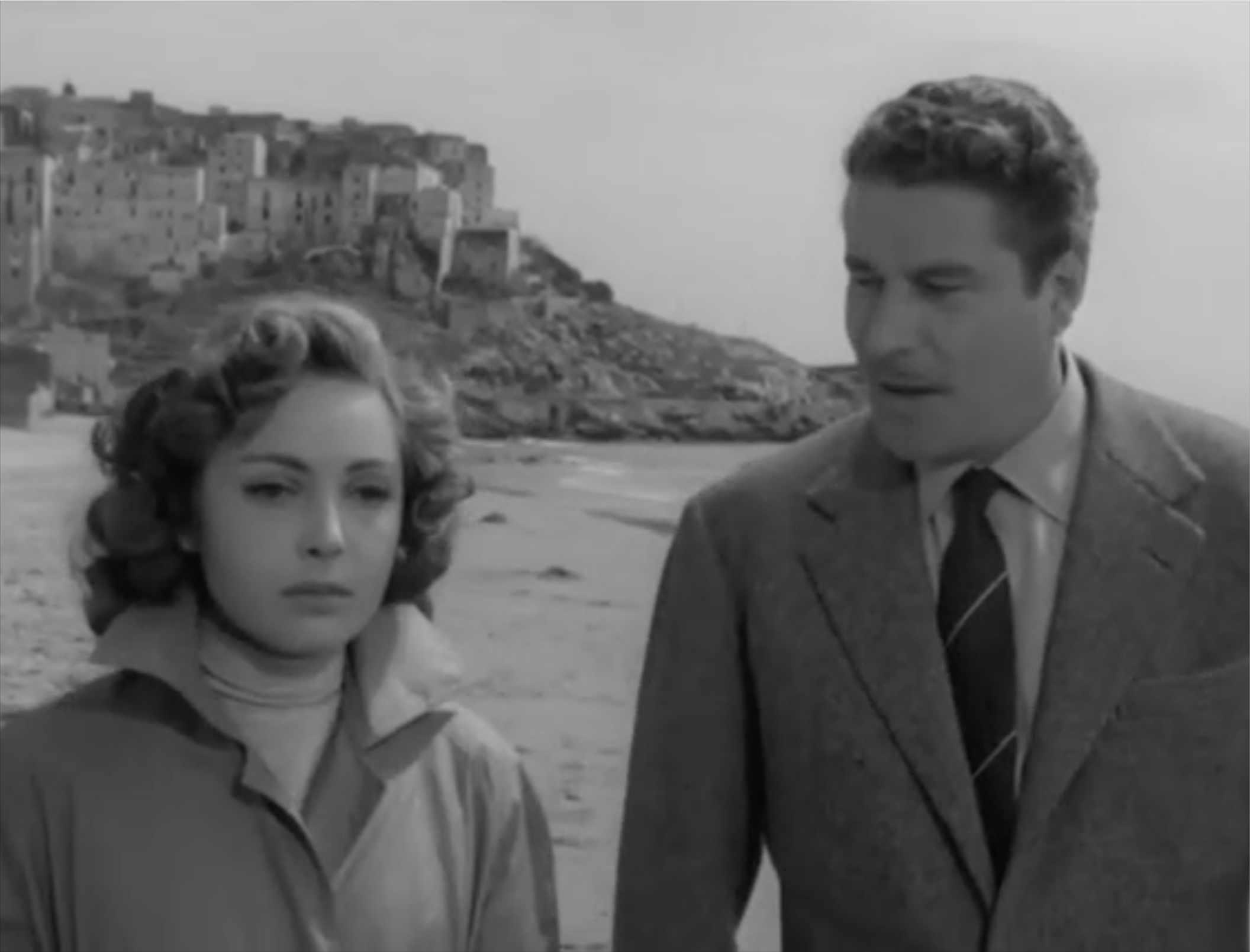
Lea Padovani et Amedeo Nazzari dans une scène du film

L'Intruse (L'intrusa) est un film italien réalisé par Raffaello Matarazzo, sorti en 1956.

## Synopsis
Luisa est séduite par un homme, un ingénieur nommé Alberto, dont elle est tombe enceinte. Lorsqu'il l'apprend, il l'abandonne. Lorsqu'elle accouche, son enfant est mort-né. Dépressive et seule, elle tente de se donner la mort mais un médecin, Carlo, la console, s'occupe d'elle et l'épouse par compassion. Alors qu'elle retrouve la joie de vivre à ses côtés, son ancien amant revient dans sa vie et ravive des douleurs enterrées.

## Fiche technique
- Titre français : L'Intruse[1]
- Titre original italien : L'intrusa
- Réalisation : Raffaello Matarazzo, assisté de Silvio Amadio
- Scénario : Raffaello Matarazzo, Piero Pierotti
- Directeur de la photographie : Tonino Delli Colli
- Musique : Luigi Malatesta
- Montage : Mario Serandrei
- Sociétés de production : Industrie Cinematografiche Sociali (ICS) et Jolly Film
- Format : Noir et blanc
- Pays : Italie
- Durée : 100 minutes
- Genre : melodrame
- Date de sortie: 
  - Italie : 18 mai 1956
  - France : 18 août 1961[1]

## Distribution
- Amedeo Nazzari : Carlo Conti
- Lea Padovani : Luisa Marcelli
- Andrea Checchi : Alberto Serpieri
- Cesco Baseggio : Father Peppino
- Pina Bottin : Bianca Serpieri
- Nico Pepe : Car driver
- Nando Bruno : Carabinieres' Marshal
- Piero Palermini : Schoolteacher
- Rina Morelli : Rosa